# Kerk van Nexø
De Kerk van Nexø (Deens: Nexø Kirke) is de parochiekerk van Nexø op het Deense eiland Bornholm.

## Geschiedenis
Onbekend is wanneer de kerk werd gebouwd, maar aangenomen wordt dat de oudste delen van de kerk dateren uit 1346 toen Nexø stadsrechten kreeg. Oorspronkelijk betrof het gebouw een aan de heilige Nicolaas gewijde kapel, schutspatroon van de zeelieden. Nadien werd het godshuis aanzienlijk vergroot.
In de jaren 1730-1731 werden de muren van de kerk met ongeveer 2 meter verhoogd en kregen de ramen de huidige afmetingen. De toren is uit de jaren 1500, de renaissancespits met de koperbedekking dateert echter uit 1910. Een soortgelijke spits stond in de jaren 1620-1797 op de toren. Het zuidelijke voorportaal en de noordelijke grafkapel zijn toevoegingen uit 1700. In 1760 kreeg de kerk een noordelijke zijbeuk.

## Interieur
Het doopvont waarin het jaar 1784 staat gegraveerd is net als het altaar gemaakt van zandsteen uit Nexø. Op het altaar staan twee kandelaren die in 1946 door het kroonprinselijk paar werden geschonken na de herstelwerkzaamheden van het Russische bombardement in mei 1945. Ook de grote kroonluchter met de naam "Deense Kroon" werd toen geschonken. De preekstoel en de twee galerijen zijn gedecoreerd met 27 schilderwerken uit het Oude- en Nieuwe Testament van de christelijke kunstenaar Bodil Kaalund. De vijf velden van de kansel tonen de centrale thema's van het christelijk geloof: de schepping, de kerstavond, de paasmorgen, de hemelvaart en pinksteren. De preekstoel zelf en het vergulde kruisbeeld boven de preekstoel dateren uit 1600. Het orgel met 19 registers werd in 1964 door Frobenius Orgelbyggeri geïnstalleerd. In de kerk van Nexø hangen twee votiefschepen: de bark Tora uit 1918-1920 en de schoener Hans Andreas uit 1984-1986.

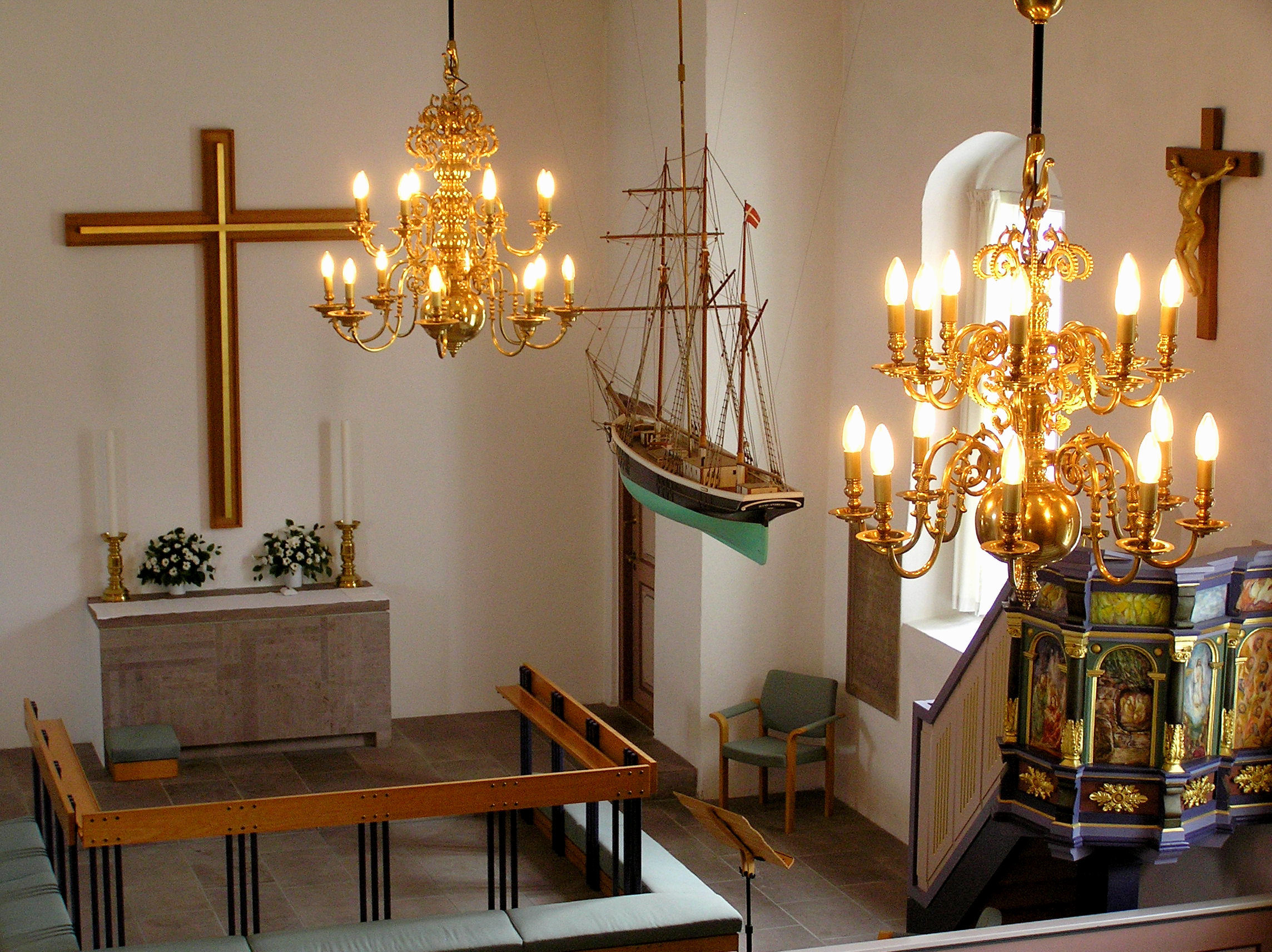
Altaar
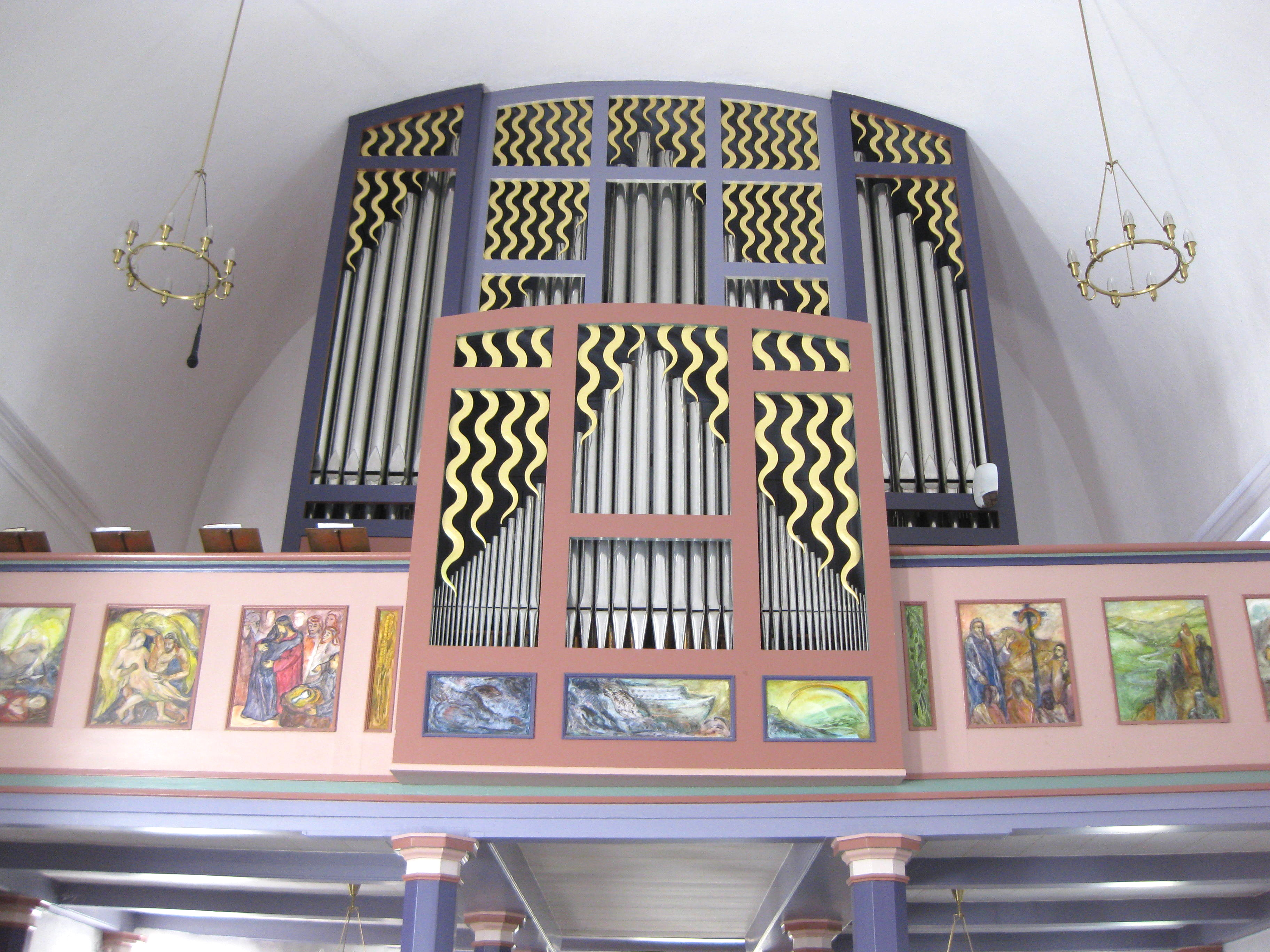
Orgel
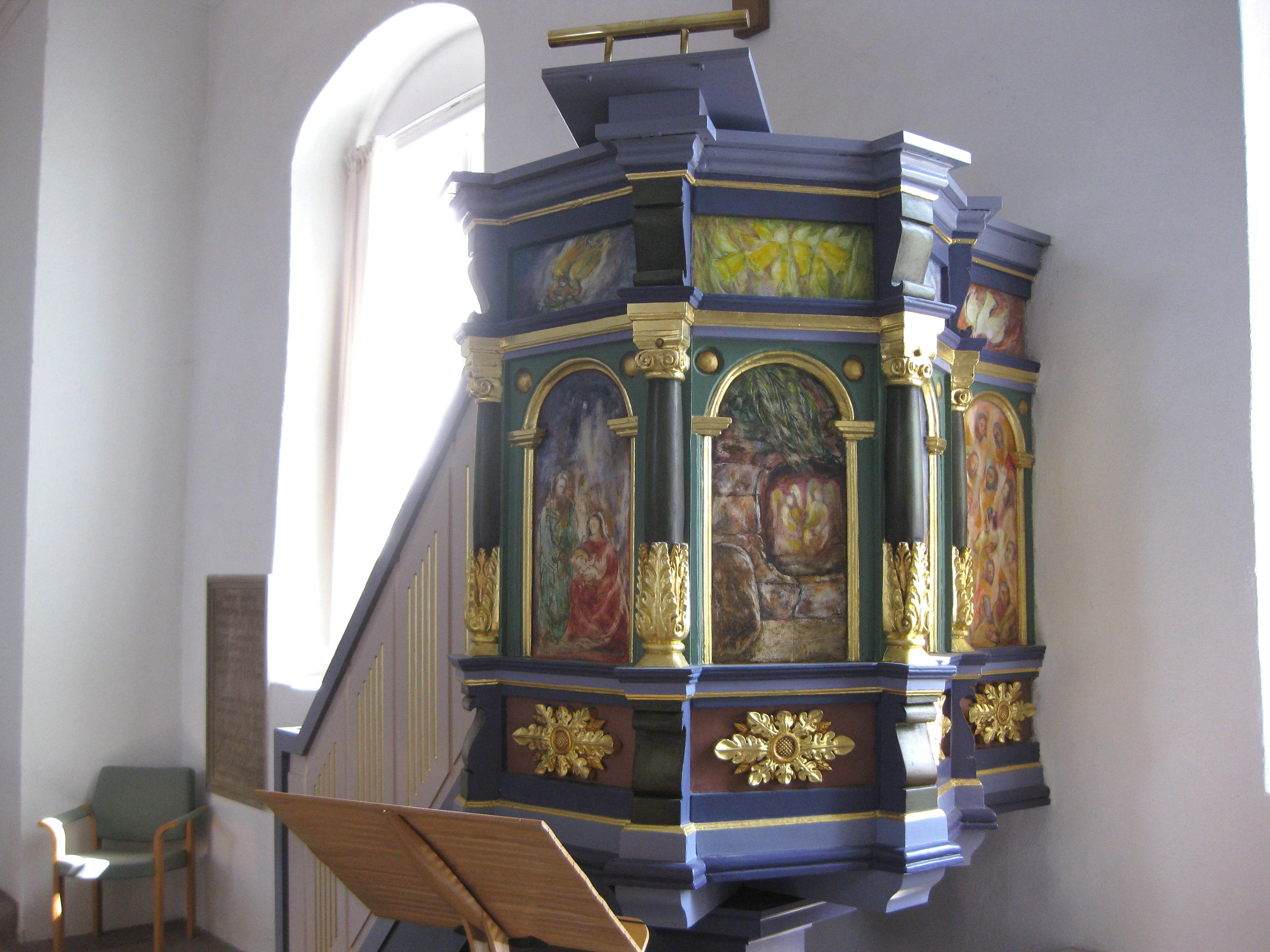
Kansel
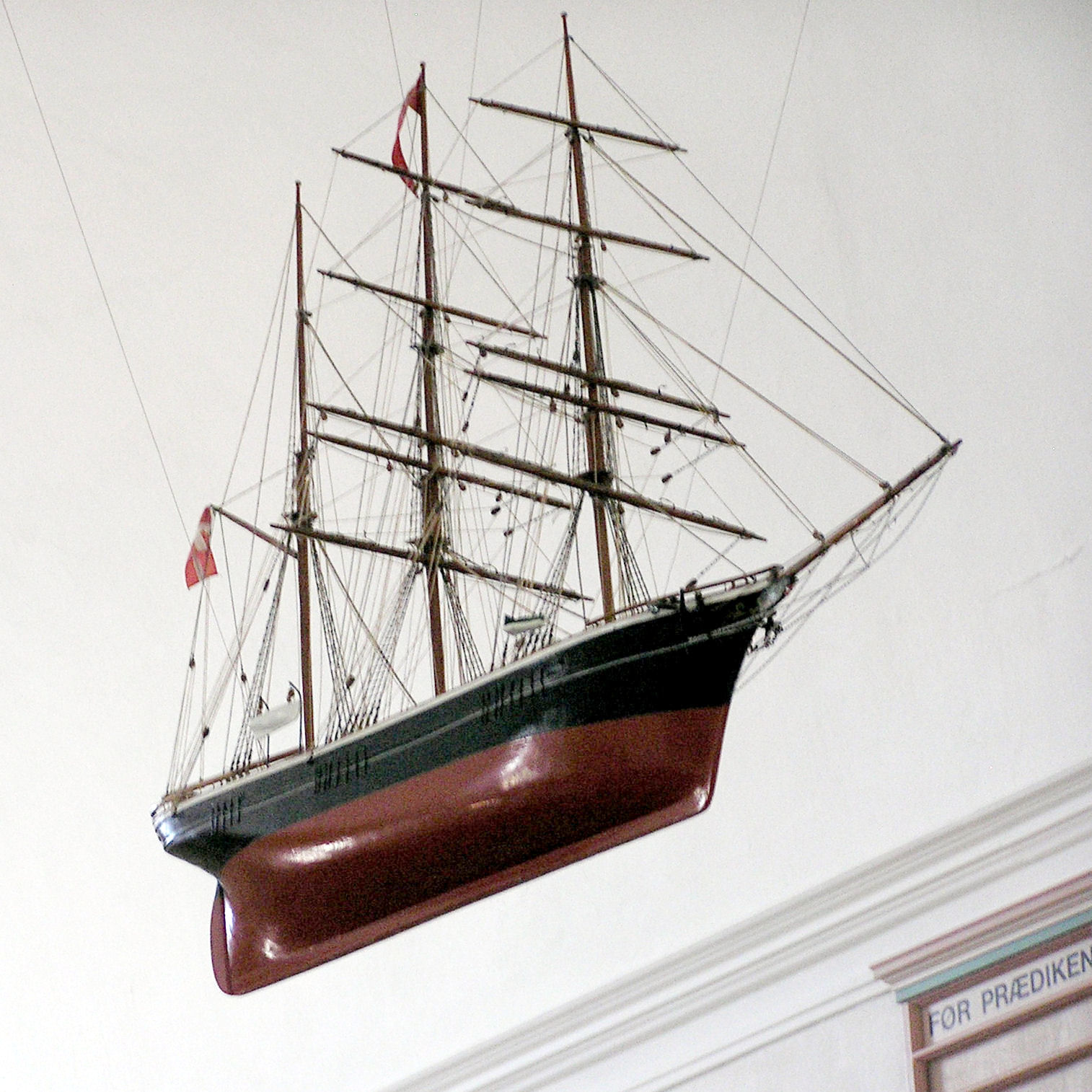
Votiefschip "Tora"
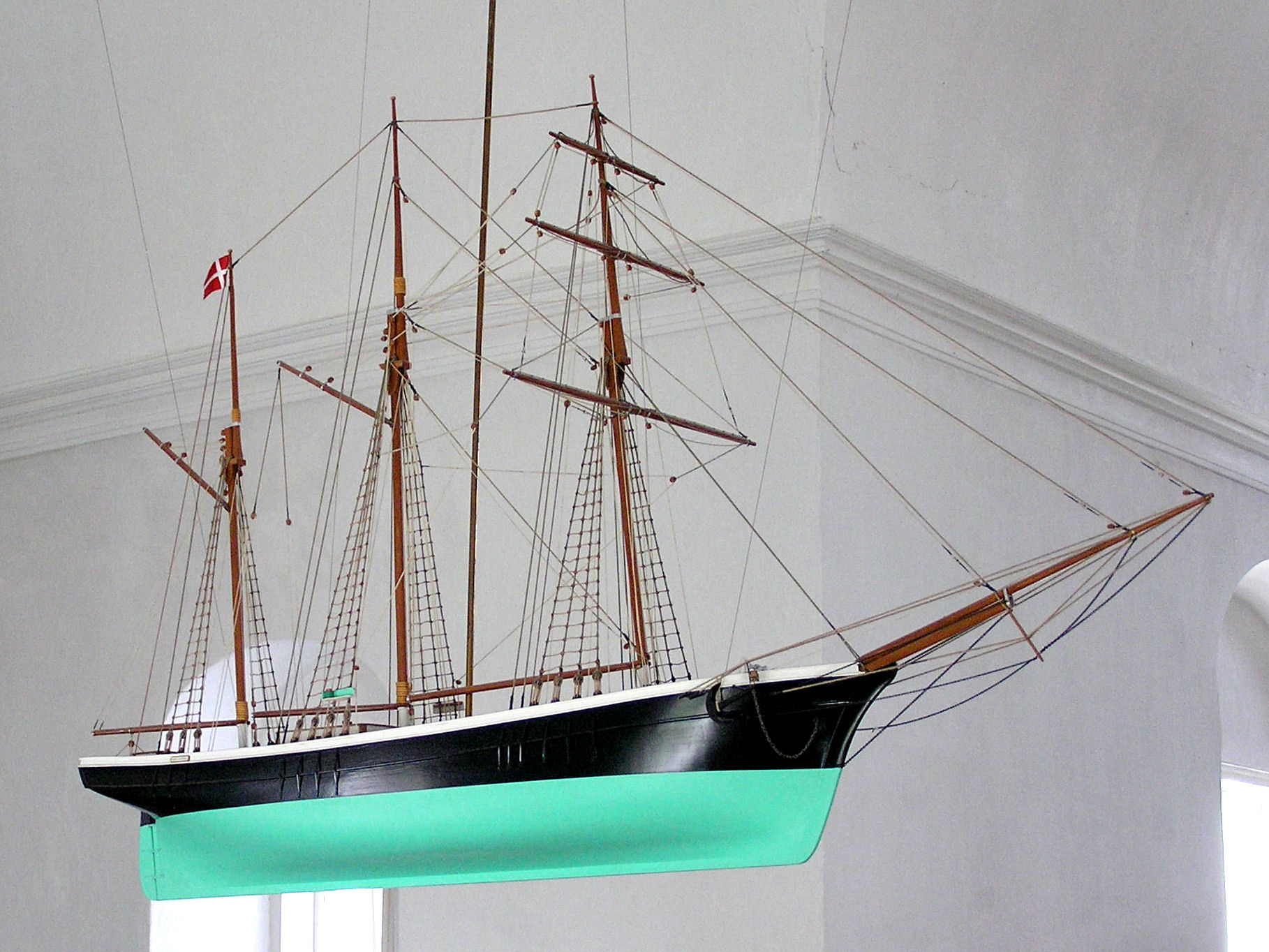
Votiefschip "Hans Andreas"